# La Famille Fang
Pour plus de détails, voir Fiche technique et Distribution.
La Famille Fang  (The Family Fang) est un film américain réalisé par Jason Bateman, sorti en 2015.

## Synopsis
Durant leur enfance et adolescence, Annie et Baxter Fang ont été utilisés par leurs parents excentriques, spécialisés dans la performance contemporaine, pour les besoins de leurs spectacles. Devenus des adultes, après avoir quitté leur foyer familial, ils leur rendent visite. Avant de se retirer de la scène, leurs parents décident de terminer leur carrière par un dernier coup final, aussi spectaculaire que morbide.

## Fiche technique
- Titre original : The Family Fang
- Titre français : La Famille Fang
- Titre québécois :
- Réalisation :  Jason Bateman
- Scénario : David Lindsay-Abaire d'après le roman éponyme de Kevin Wilson
- Costumes : Amy Westcott
- Photographie : Ken Seng
- Montage : Robert Frazen
- Musique : Carter Burwell
- Production : Nicole Kidman, Riva Marker, Per Saari, Daniela Taplin Lundberg, Leslie Urdang, Dean Vanech
- Sociétés de production : Red Crown Productions, Blossom Films, Olympus Pictures, QED International
- Sociétés de distribution : Metropolitan FilmExport
- Pays d'origine : États-Unis
- Langue : Anglais
- Genre : Comédie dramatique
- Durée : 105 minutes
- Date de sortie : 
  -  États-Unis : 14 septembre 2015 (Festival international du film de Toronto 2015)
  -  États-Unis : 6 mai 2016
  -  France : 22 juin 2017 (directement en vidéo)

## Distribution
- Nicole Kidman : Annie Fang
  - Taylor Rose : Annie Fang (à 18 ans)
  - Mackenzie Smith : Annie Fang (à 13 ans)
- Jason Bateman : Baxter Fang
  - Kyle Donnery : Baxter Fang (à 16 ans)
  - Jack McCarthy : Baxter Fang (à 11 ans)
- Christopher Walken : Caleb Fang âgée
  - Jason Butler Harner : Caleb Fang jeune
- Maryann Plunkett : Camille Fang âgée
  - Kathryn Hahn : Camille Fang jeune
- Frank Harts : Officier Dunham
- Harris Yulin : Hobart Waxman
- Josh Pais : Freeman
- Grainger Hines : Shérif Hale
- Robbie Tann : Arden
- Michael Chernus : Kenny
- Gabriel Ebert : Joseph
- Eddie Mitchell : Lucas
- Patrick Mitchell : Linus
- Linda Emond : Miss Delano
- Scott Sheperd : un critique d'art
- MaameYaa Boafo : une étudiante